# Pinus quadrifolia
Pinus quadrifolia je malá severoamerická, ve své domovině hojně rozšířená a dlouhověká borovice.

## Synonyma
- Pinus cembroides poddruh parryana
- Pinus cembroides varieta parryana
- Pinus cembroides varieta quadrifolia
- Pinus llaveana
- Pinus juarezensis
- Pinus parryana.

## Popis
Stálezelený, jehličnatý, pomalu rostoucí, větrosprašný a jednodomý strom, dorůstající do výšky 5–15 m a šířky 3–4 m a dožívající se věku 200–500 let. Kmen je oblý, přímý, jednotlivý a v koruně hodně zavětvený a dosahuje průměru do 0,5 m. Koruna je hustá, u mladých stromů úzce jehlanovitá, u starších nepravidelně zaoblená. Borka je u mladých stromů hladká, tenká a světle šedá, u starších šupinovitá, tlustá a podélně a vodorovně rýhovaná a červenohnědá. Letorosty jsou tenké, bledě oranžovohnědé, chlupatě žlázovité, později hnědé až šedohnědé, kolénka listových stopek (pulvinus) nejsou zahnuta dolů. Pupeny jsou vejčité, světle červenohnědé, 4–5 mm velké a mírně pryskyřičnaté. Jehlice jsou první rok obvykle spojené z podobných částí; jehlice jsou nepatrně zakřivené, neohebné, ostré, zelené až modrozelené; s jedním cévním svazkem; jehlice se vyskytují ve svazečcích (fasciculus) po 3–5 ; jehlice jsou 1,5–6 cm dlouhé a 1–1,7 mm široké; s 1–3 horními pryskyřičnými kanálky; s bělavými proužky průduchů (stomata) na horních površích; okraje jehlic jsou celé a jemně nepatrně vroubkované; špičky jehlic jsou šídlovité; svazečkové pochvy jsou 5–9 mm dlouhé, stáčející se do růžic a později opadávající; jehlice zůstávají na stromě 3–4 roky.
Samčí (pylové) šištice (microstrobilus) jsou vejčité, nažloutlé a 10 mm dlouhé. Samičí (semenné) šištice – šišky (megastrobilus) dozrávají ve dvou letech, v prvním roce rostou po jedné či po dvou na krátkých a tenkých stopkách, jsou kulovité a s příčným kýlem na tlustých šupinách; ve druhém roce jsou zralé šišky téměř kulovité, souměrné, bledě žlutohnědé, brzy opadávající dohromady s malou stopkou, rozevřené 3–10 cm dlouhé. Šupin šišek je malý počet a pouze šupiny ve středu šišky jsou plodné. Výrůstky (apophysis) jsou kosodélníkové, značně vyvýšené a s příčným kýlem. Přírůstek prvního roku (umbo) je horní, plochý až snížený, s nepatrným a brzy opadávajícím trnem. Semena jsou obvejčitá, hnědá, bezkřídlá, 14–17 mm dlouhá a 6–8 mm široká; s 0,2–0,3 mm tlustým osemením a bílým endospermem. Strom kvete v červnu. K rozšiřování semen dochází v září a říjnu. První semena strom tvoří ve věku 10–20 let, k nejlepší produkci semen dochází po 50 letech věku stromu.

## Příbuznost
Někteří botanici považují borovici Pinus quadrifolia za křížence mezi borovicemi Pinus monophylla a dosud neuznávaným druhem borovice Pinus juarezensis, to znamená Pinus × quadrifolia. Jiní botanici ji ovšem považují za samostatný druh: Pinus quadrifolia.
Borovice Pinus quadrifolia se přirozeně kříží s borovicí Pinus monophylla.

## Výskyt
Domovinou stromu je Mexiko (stát Baja California) a Spojené státy americké (stát Kalifornie).

## Ekologie
Strom roste v nadmořských výškách 900–2700 m mezi polopouštními a křovinatými oblastmi, též částečně přímo v křovinatých oblastech a též tvoří smíšené jehličnaté lesy vysoko v horách na kamenitých svazích, v mělkých, a pro vodu dobře propustných, půdách žulového a vulkanického původu, pH půdy je 6–8. Roční srážkové úhrny se pohybují v rozmezí 300–500 mm, ale jsou velmi proměnlivé, k většině srážek dochází v zimě při cyklónových bouřích, zatímco na jaře a v létě dochází k dlouhým obdobím sucha. Strom je mrazuvzdorný do −12 °C. Semenáče stromu potřebují pro přežití lehké přistínění, naopak dospělé stromy potřebují plné slunce a stín nesnášejí. Borovice Pinus quadrifolia tvoří jak samostatné lesy, tak i smíšené lesy s jalovcem Juniperus californica, duby Quercus turbinella a Quercus wislizenii, adenostomami Adenostoma fasciculatum a Adenostoma sparsifolium, medvědicí Arctostaphylos peninsularis, pelyňky Artemisia, latnatci Ceanothus, oháňkovníky Cercocarpus, jukami Yucca a dalšími, a také s borovicemi Pinus monophylla, borovice Coulterova (Pinus coulteri) a borovice Jeffreyova (Pinus jeffreyi). Semena borovice Pinus quadrifolia jsou také složkou potravy mnoha ptáků a malých savců. Jalovcovo-borovicové smíšené lesy poskytují úkryt a potravu například vidlorohu americkému (Antilocapra americana), divokým koním a dalším. Pro svou tenkou borku, nízké zavětvení a prakticky žádnou schopnost opětovného rašení má borovice Pinus quadrifolia nízkou odolnost vůči ohni.

## Nepřátelé a nemoci
Dospělci a larvy lýkožrouta Ips confusus s chutí občas žerou floém borovice Pinus quadrifolia. Borovicové trpasličí jmelí Arceuthobium divaricatum občas napadá strom a oslabuje jej, ale málokdy strom zabije.

## Přátelé
Ptáci a hlodavci zahrabávají semena stromů a tím pomáhají rozmnožování také této borovice.

## Využití člověkem
Strom není pro své malé rozměry komerčně využíván pro těžbu dřeva.
Místně je strom využíván pro palivové dříví. Semena borovice Pinus quadrifolia jsou jedlá (obsahují 11 % bílkovin, 37 % tuku a 44 % sacharidů) a tvoří důležitou, základní složku potravy pro jihozápadní domorodé Američany (indiány). Semena jsou sbírána a prodávána na místních trzích. Strom je pěstován jen v několika botanických zahradách, mimo botanické zahrady příliš pěstován není.

## Ohrožení
Hojný strom s žádným konkrétním ohrožením. Stav jeho populace je stabilní. Borovice Pinus quadrifolia se vyskytuje v několika chráněných oblastech z obou stran hranice mezi Mexikem a USA.

## Galerie

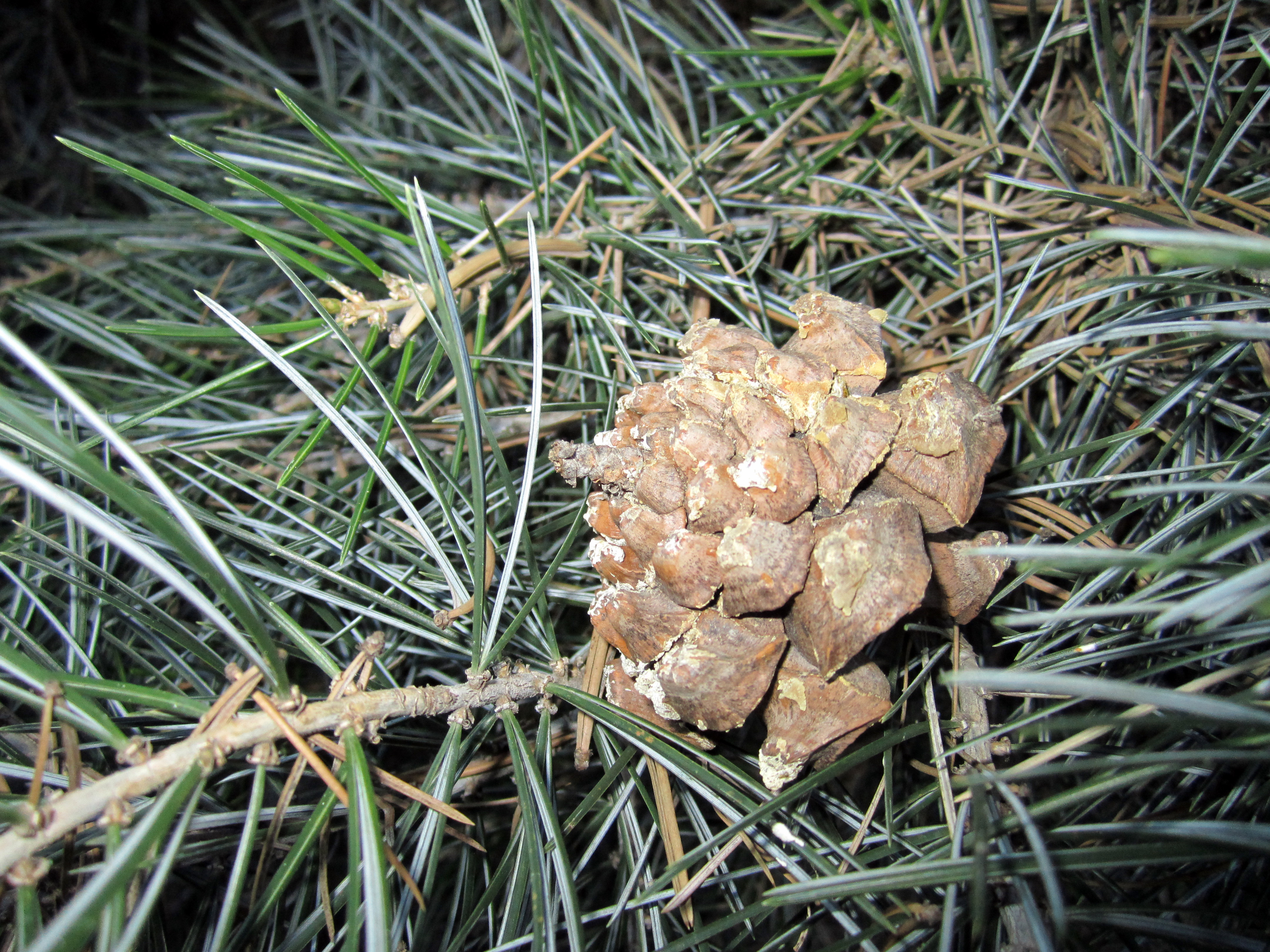
Pinus quadrifolia, jehlice a šiška, pěstovaná v botanické zahradě Rancho Santa Ana Botanic Garden, Claremont, Kalifornie, USA
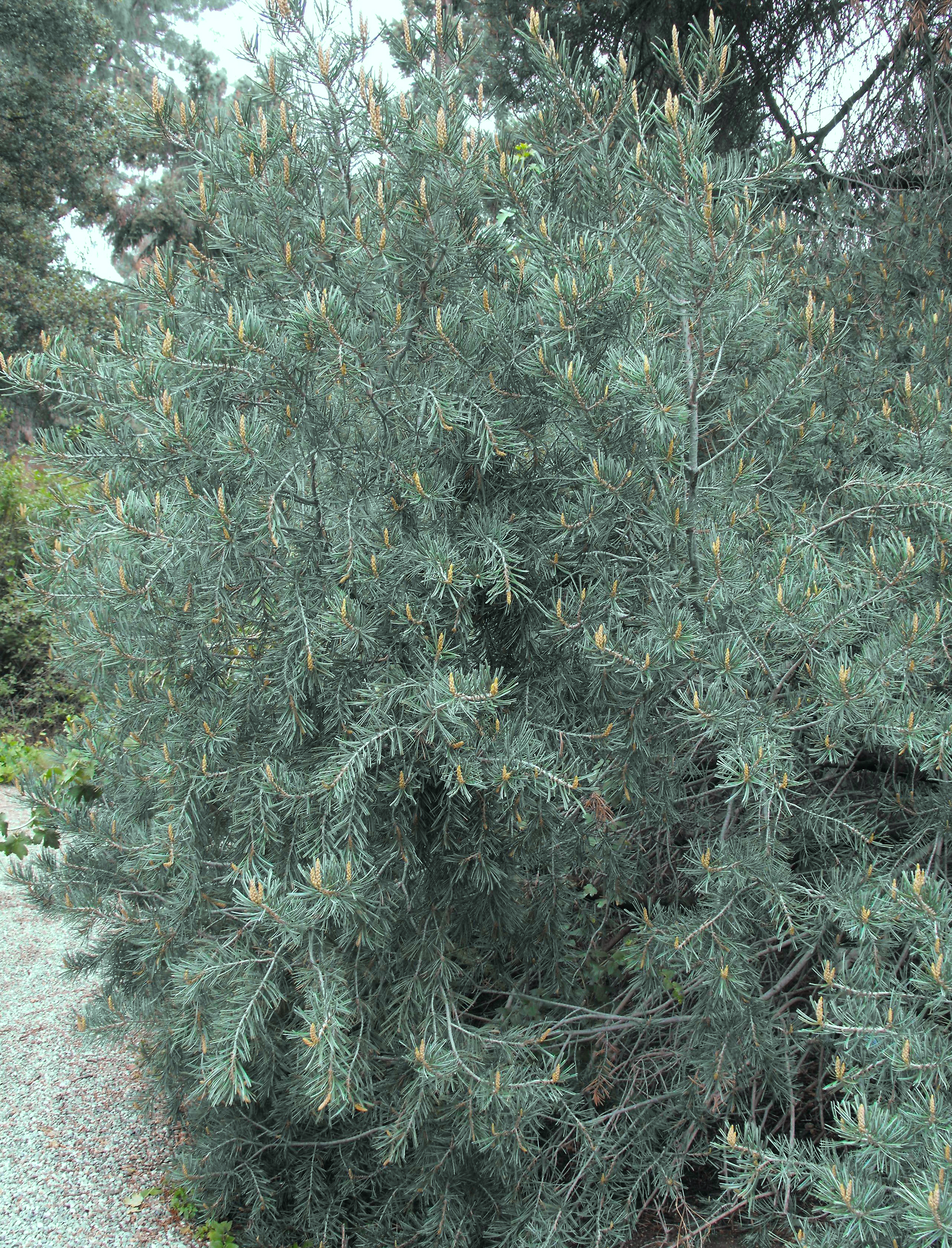
Pinus quadrifolia, větve, jehlice a pupeny, pěstovaná v botanické zahradě Rancho Santa Ana Botanic Garden, Claremont, Kalifornie, USA